# Herpes simplex
Herpes simplex er en sygdom der skyldes Herpes simplex virus (HSV), der er en meget almindelig virus, som kan vise sig som små sviende sår og blærer, hovedsageligt på kønsdelen og ved munden. I daglig tale bliver et udbrud ved munden (herpes labialis) omtalt som forkølelsessår. I de fleste tilfælde er symptomerne milde eller fraværende.
Herpes simplex virus findes i to typer, HSV-1 og HSV-2, også kaldet HHV-1 og HHV-2, som er nært beslægtet med hinanden. Cirka 80% af den danske befolkning har antistoffer mod HSV-1 og/eller HSV-2. De fleste personer med antistoffer mod type 1 er smittet i løbet af de første fem leveår.
Det følelsesmæssige slag ved at blive diagnosticeret med HSV på kønsorganerne (herpes genitalis), er ofte meget værre end selve symptomerne, da der eksisterer en masse fordomme omkring herpes genitalis, og dermed er der social stigma ved at være smittet.[kilde mangler]
Det vurderes at kun få tilfælde af genital HSV bliver diagnosticeret, grundet HSV infektionens kortlevede periode, og symptomer som kan være svære at skelne fra andre sygdomme. Ligger man fx syg med influenzalignende symptomer, da vil mange næppe forbinde det med en herpesinfektion. Mange folk går derfor også rundt med HSV, uden at være klar over at de er blevet smittet.
Forkølelsessår er det hyppigste symptom på virus reaktivering og viser sig ved prikken, svien og stikken i udbrudsområdet efterfulgt af velafgrænset udbrud med blærer. Forskellige forhold kan udløse et udbrud som fx øvre luftvejsinfektioner, skade på huden, udtørring af læberne, stærkt sollys, stress eller menstruation.

## Symptomer
Den første infektion med HSV kaldes en primærinfektion. Symptomerne aftager uden behandling i løbet af 1 - 2 uger, hvor blærerne omdannes til sår, men man kan senere opleve reaktivering.

### Herpes labialis, Forkølelsessår
Et almindeligt symptom på en primær HSV infektion af herpes labialis, er betændelse af mundslimhinden (Herpetisk stomatitis) med små blærer som evt. breder sig ud på læberne. Sygdommen kan være ledsaget af feber og halsbetændelse forårsaget af virus.
Herefter søger virus via nervebanerne hen til selve nervecellen, hvor virus forbliver resten af livet. Her kan virus ligge i dvale og forblive uopdaget for immunsystemet, det såkaldte latente stadie. Virusset rejser retrograd langs maxillaris- eller mandibularisnerven, til hovedgrenen af trigeminusnervens hvor den forbliver. Ved reaktivering af virus kan der komme nye væskeblærer, fx i form af forkølelsessår.
Inkubationstiden (tiden fra man bliver smittet til første symptomer) for HSV er typisk mellem 2 til 12 dage.

### Herpes genitalis, Herpes som kønssygdom
Primær genital herpes viser sig med smertefulde små blærer eller åbne sår på kønsdelene samt feber.[1]
Man kan ikke se forskel på, om et udbrud skyldes en primærinfektion eller en reaktivering, ligesom begge former kan være uden synlige symptomer, dvs. at virus kan udskilles fra fx spyt eller sekreter fra kønsorganer, uden der er blærer eller sår. Genital HSV-1 forårsager dog næsten altid et primærudbrud, med sværere symptomer end genital HSV-2. HSV-1 lader dog til at medføre færre reaktiveringer, og vira udskilles asymtomatisk i et mindre omfang, end hvad der ses ved genital HSV-2.
Hvis man tidligere har haft HSV-1, vil en genital infektion med HSV-2, ofte medføre en asymptomatisk primærinfektion, grundet de antistoffer, som kroppen har dannet mod HSV 1.

## Reaktivering
En række faktorer kan få HSV til at blive aktiv fra sin dvale.[11]
- Fysisk og følelsesmæssig stress.
- Nerveskade
- Stråling - herunder UV stråling fra solen.
- Feber
- Hormonel ubalance

Antallet og karakteren af disse reaktiveringer er meget varierende, men såvel omfang som hyppighed aftager typisk med tiden. Mere markante reaktiveringer ses hos patienter med svækket immunforsvar.
HSV-1 og HSV-2 har forskellige reaktiveringsmønstre. Et dyreforsøg fandt at HSV-2 producerede alvorligere sygdomstilfælde, med højere virale DNA mængder end HSV-1. HSV-1 reaktiverede oftere, mens HSV-2 udbrud varede længere tid. Kun HSV-1 formåede at reaktivere i øjet.

## Epidemiologi
Opfattelsen at HSV-1 forårsager forkølelsessår (herpes labialis), og HSV-2 forårsager herpes på kønsdelene (herpes genitalis), er udbredt, men forkert, da begge typer kan forårsage herpes labialis og herpes genitalis. HSV-2 har tidligere været den primære årsag til genital herpes, men i dag skyldes genital herpes, lige så meget HSV-1 i udviklede lande, og nogle studier har vist, at HSV-1 nu overgår HSV-2 som den primære årsag. En undersøgelse fra 1993 i USA, fandt at 31% af genital herpes var forårsaget af HSV-1. Da undersøgelsen blev udført igen i 2001, var tallet steget til 78%. En japansk undersøgelse fra 1976, fandt at 43% af genital herpes skyldtes HSV-1.
HSV-2 har dog svært ved at inficere omkring munden, hvorfor HSV-1 er den hyppigste årsag til herpes labialis. En undersøgelse fandt, at kun 9,4% af herpes labialis skyldtes HSV-2.

### Forekomst
Forekomsten af HSV-1 og HSV-2 er skiftende, afhængig af det geografiske område der undersøges. Tal fra USA, Asien, Afrika eller andre Europæiske lande, kan altså ikke overføres direkte til Danmark. Derudover er der i nogle lande, observeret tydelige forskelle, inden for forskellige befolkningsgrupper. Forekomsten af HSV-2 hos mænd i alderen 14-49 år, er fx tre gange større blandt afroamerikanere (39,2%), end hvide amerikanere (12,3%).[18]
Der findes ikke mange undersøgelser, omhandlende hvor udbredt HSV-1 og HSV-2 er specifikt i Danmark. I 1986 og 1988 blev der foretaget to, som undersøgte udbredelsen blandt både danske, og grønlandske kvinder.
|       | Danmark       | Grønland      | årstal |
| ----- | ------------- | ------------- | ------ |
| HSV-1 | 76% (n=295)   | 97,7% (n=381) | 1986   |
| HSV-1 | 67,5% (n=85)  | 97,7% (n=126) | 1988   |
| HSV-2 | 30,9% (n=120) | 68,2% (n=266) | 1986   |
| HSV-2 | 26,2% (n=33)  | 76% (n=98)    | 1988   |

Tal opnået fra en tilfældig stikprøve af 388 danske, og 390 grønlandske kvinder.

## Smitte

### Smitteveje
HSV-1 og HSV-2 smitter via kropsvæske (som skedesekret, sæd, og spyt) og direkte hud- eller slimhindekontakt. Ved udbrud skal man især passe på, idet blærerne på hud og slimhinder indeholder store mængder virus.
Adskillige studier har påvist, at HSV vira afgives i små mængder, selv når ingen sår eller blærer er synlige, eller andre symptomer på at herpes er aktiv, er til stede. Både HSV-1 og HSV-2 er påvist at smitte asymptomatisk, oralt og genitalt.
En amerikansk undersøgelse fandt, at kun 1% til 6% af primærinfektioner blev klinisk opdaget. Som konsekvens af det lave antal, antages asymptomatisk smitte med HSV, at være den primære smittekilde. Antallet af viruspartikler der afgives asymptomatisk, samt antallet af dage virus afgives, er varierende fra person til person.

### Nyfødte
For gravide som bliver smittet eller er smittet, er der tre faser som er af betydning for det ufødte barn.
- Før graviditeten: Det ufødte barn vil være beskyttet af antistoffer fra moderen, og risikoen for neonatal infektion er meget lille (0-3%)[7]

- Under de tre første måneder af graviditeten: Der er en mindre risiko for en spontan abort, og en forøget risiko for at barnet bliver smittet med HSV.[18]
- I slutningen af graviditeten: I særdeleshed inden for de sidste seks uger, er risikoen for perinatal smitte meget store (30-40%). I sådan et tilfælde anbefales kejsersnit, da den nyfødte risikerer infektion i øjne, mund og på huden (30% af tilfælde), meningitis eller encephalitis, og i værste fald at dø af en herpesinfektion.[1] En undersøgelse fandt, at kejsersnit mindskede smitterisikoen til 1,2%, sammenlignet med 7,7% ved almindelig fødsel.[19]

Risikoen er dog meget lav. Den neonatale infektionsrate per 100.000 fødsler, var blot 54 blandt HSV-seronegative kvinder, 26 blandt kvinder som udelukkende var HSV-1-seropositive, og 22 fra alle HSV-2-seropositive kvinder. HSV-1 herpes genitalis, har en langt mindre reaktiveringgrad, end HSV-2 herpes genitalis. Det til trods, lader det til at HSV-1 er lettere at sprede til barnet ved fødslen.

## Behandling
(indsæt info om nuværende antivirale behandlingsmuligheder, samt igangværende kliniske forsøg)
Kliniske forsøg med genital HSV vacciner, har været undervejs i mere end 4 årtier.

### Vaccine
Igangværende kliniske forsøg.